# خطوط هوایی بین‌المللی فوتورا
خطوط هوایی بین‌المللی فوتورا (انگلیسی: Futura International Airways) یک شرکت هواپیمایی اسپانیایی بود که دفتر مرکزی آن در فرودگاه پالما د مالورکا استقرار داشت. این شرکت مجری پروازهای چارتری و ارزان قیمت بود که بیشتر مسیرهای پروازی آن در اروپا قرار داشت. فوتورا از شکست خوردگان بحران مالی ۲۰۰۸ اروپا به شمار می‌رود که در ۸ سپتامبر ۲۰۰۸ با سرگردان گذاشتن صدها مسافر در اطراف اسپانیا به کار خود پایان داد.